# Bromelia granvillei
Espèce
Classification phylogénétique
Bromelia granvillei est une espèce de plantes à fleurs de la famille des Bromeliaceae. C'est une plante tropicale endémique du département français de Guyane en Amérique du Sud.

## Distribution
L'espèce est endémique de Guyane.

## Description
L'espèce est hémicryptophyte ou chamaephyte.